# 윌릴라우타

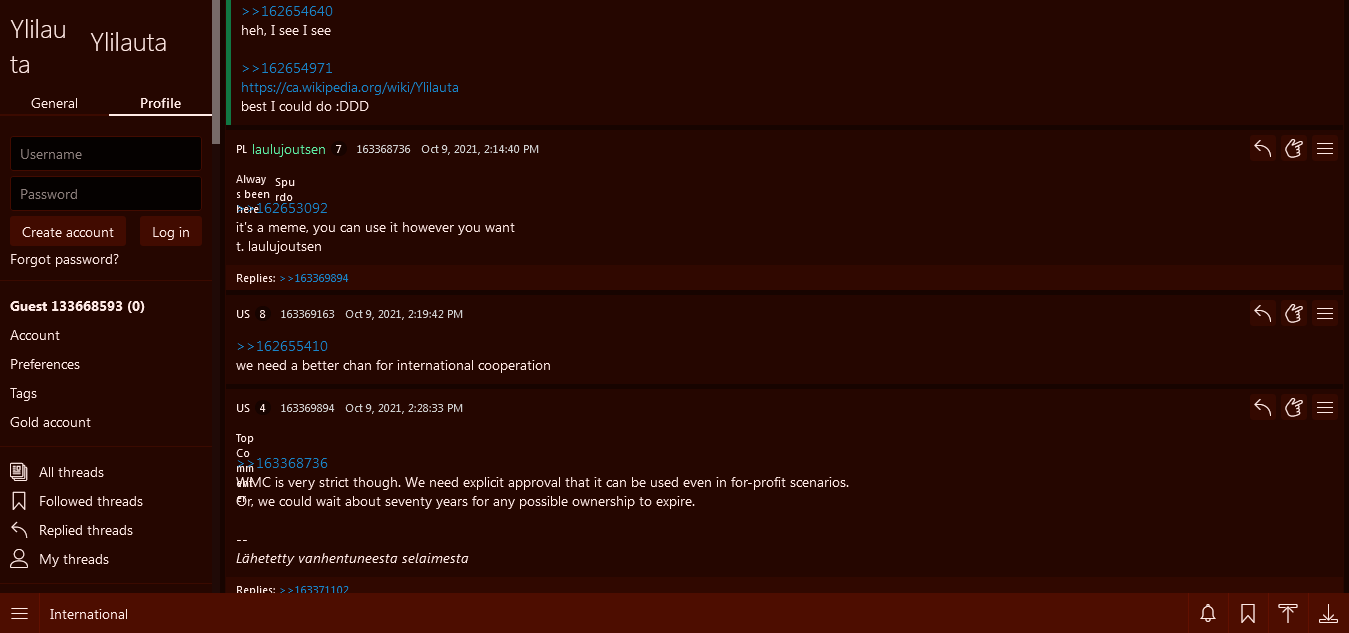

윌릴라우타(핀란드어: Ylilauta [ylilɑu̯tɑ][*])는 핀란드의 화상게시판 웹사이트다. 2011년 2월 20일, 코틸라우타(Kotilauta)와 라우타닷넷(Lauta.net) 두 화상게시판이 합병되어 출범했다. 핀란드어권 인터넷에서 가장 이용자수가 많은 웹사이트에 속한다. 2011년 기준 핀란드의 구글 검색어 순위 중 "윌릴라우타"가 4위를 차지했다.

## 같이 보기
- 5채널
- 4chan
- 8chan
- 후타바☆채널
- 일베저장소